# الإسلام في غوادلوب
يقدر عدد المسلمين بها أكثر من 500 نسمة في إحصاء قديم ومن جهات غير إسلامية. وفقا لتقرير مركز بيو للدراسات عام 2009، هناك 2,000 مسلم في غوادلوب يشكلون حوالي 0.4٪ من مجموع السكان.

## المؤسسات الإسلامية
في غوادلوب توجد المؤسسة الإسلامية التي أنشأت سنة 1401هـ ويتكون المسلمون من المهاجرين الأفارقة والسكان الأصليين.